# Sillano
Sillano ist ein Ortsteil der Gemeinde Sillano Giuncugnano in der Provinz Lucca.

## Geografie
Sillano liegt bei 735 m. 2017 lebten ca. 350 Personen in Sillano. Zu dem Ort gehören die Fraktionen (Ortsteile) Brica, Villa Soraggio, Metello, Dalli Sopra, Dalli Sotto, Camporanda  und Capanne. Silliano liegt in der Garfagnana. Im nördlichen Gemeindegebiet entspringt der Serchio di Sillano, der Hauptarm des Serchio.

## Geschichte
Schutzpatron des Ortes ist San Bartolomeo (24. August). Seit 1900, als noch über 1300 Personen in dem Ort wohnten, hat die Bevölkerung ständig abgenommen, sodass 2013 nur noch ca. 660 Einwohner im Ort wohnten. Bis zum 31. Dezember 2014 war der Ort eine eigenständige Gemeinde. Seitdem ist sie mit Giuncugnano Teil der neuen Gemeinde Sillano Giuncugnano.

## Sehenswürdigkeiten
- Chiesa di San Bartlolomeo, Parochialkirche, 1405 entstanden.
- Chiesa del Carmine, 1580 entstandene Kirche.
- Madonna di Caravaggio, Oratorium, 18. Jahrhundert.
- Chiesa di San Martino, 1773 entstandene Kirche in Villa Soraggio.

## Bilder

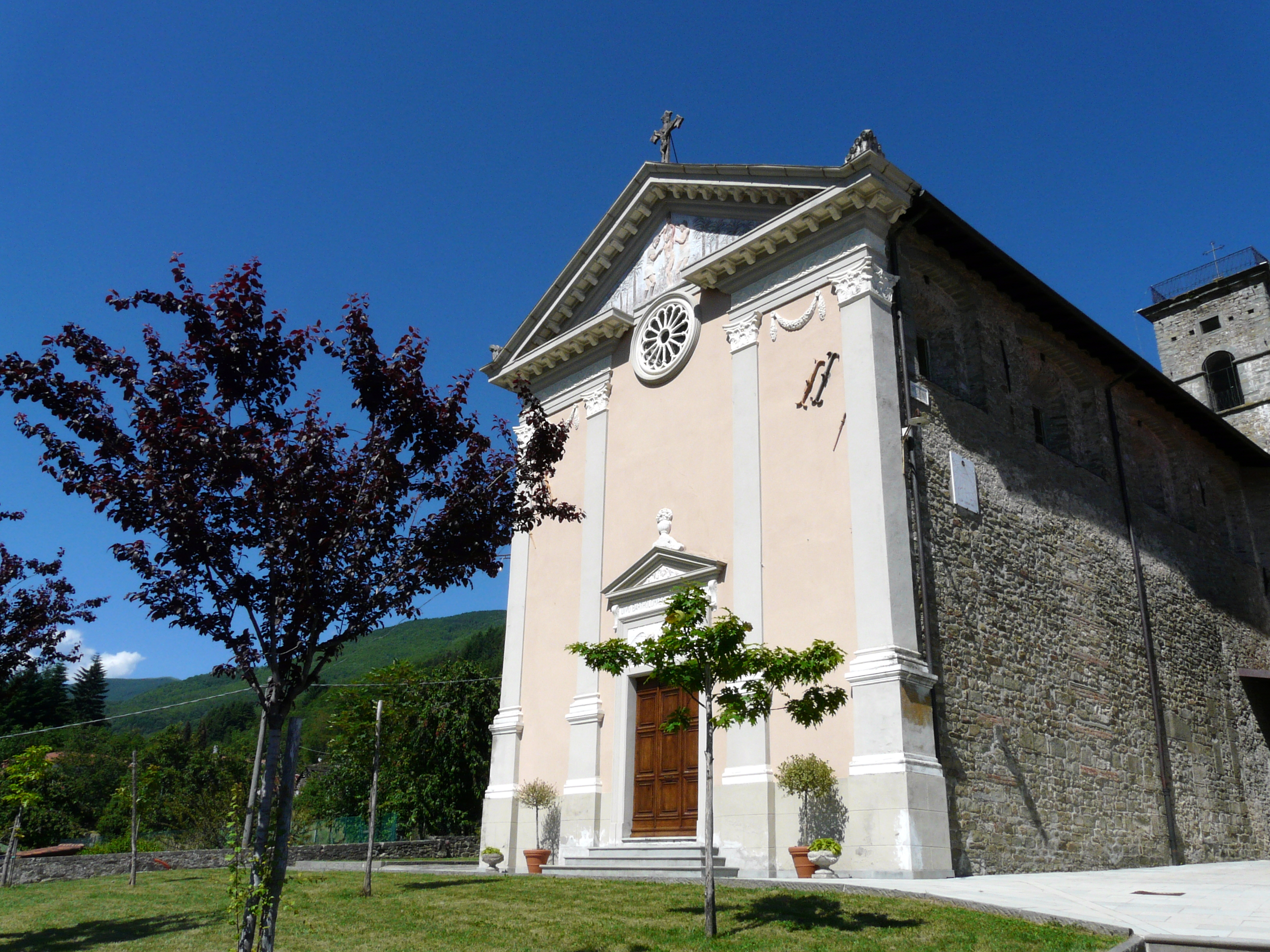
Die Kirche San Bartolomeo
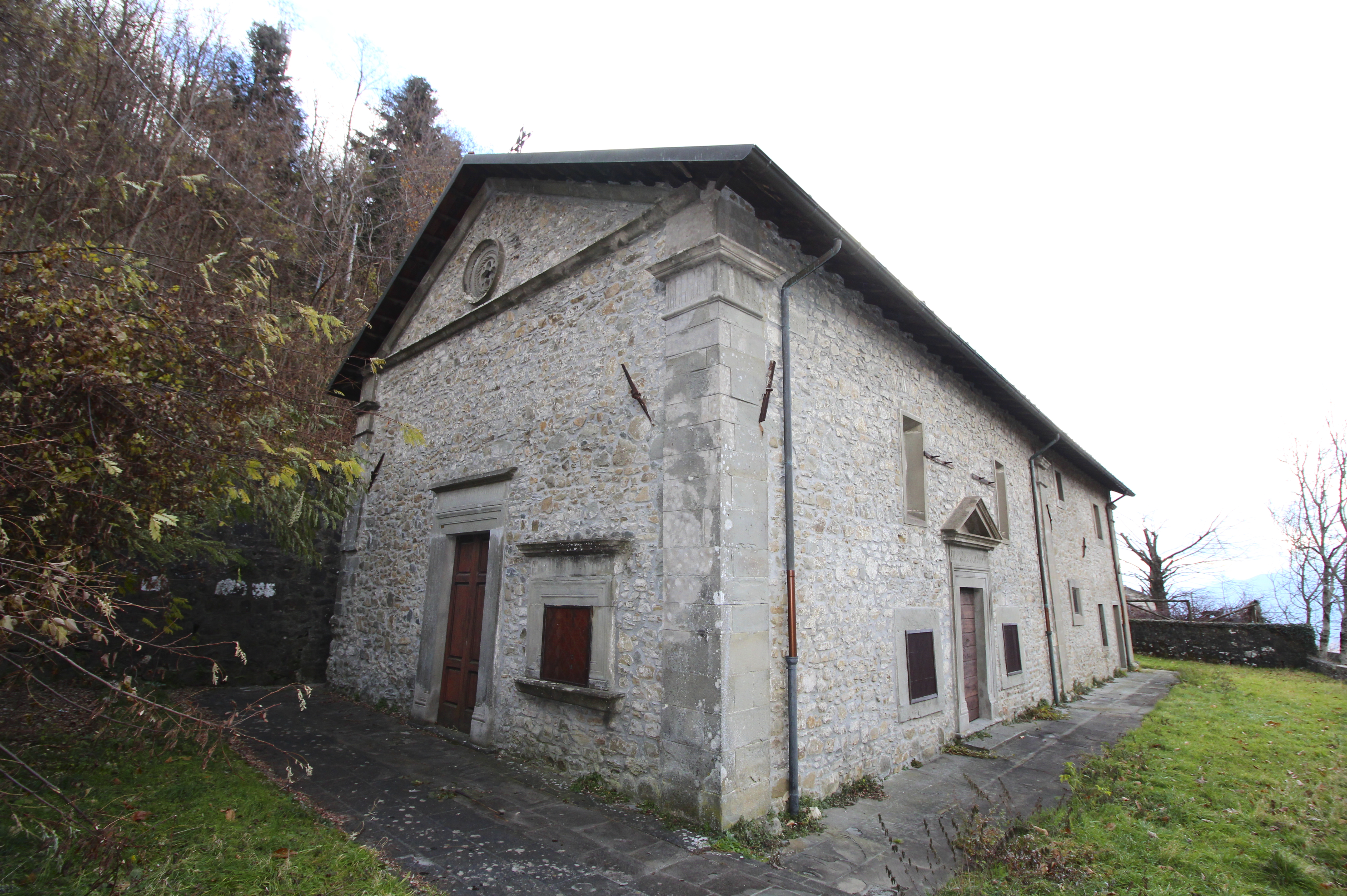
Die Kirche Madonna del Carmine
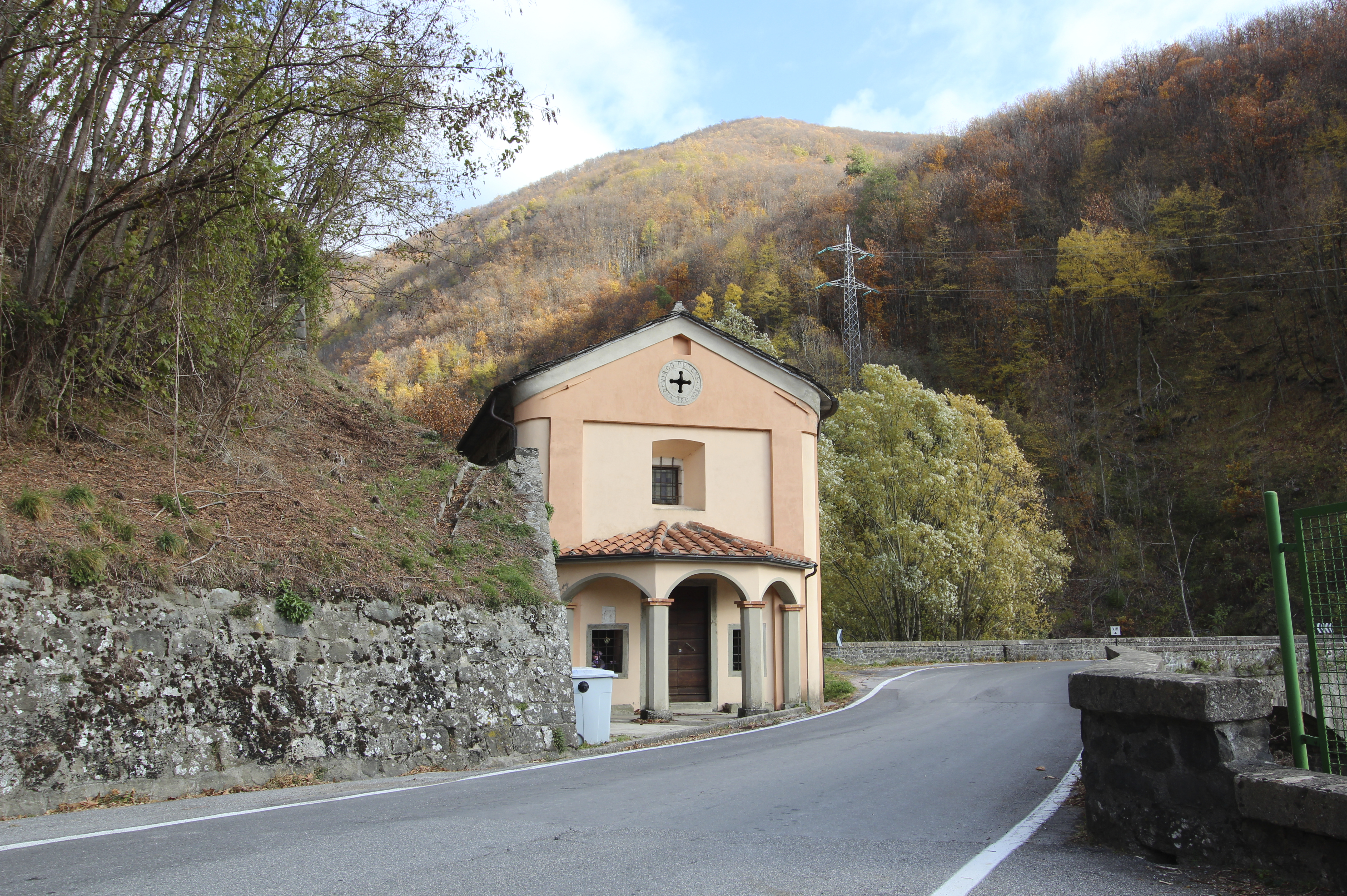
Das Oratorium Madonna di Caravaggio